# Ovaler Zwergkäfer
Der Ovale Zwergkäfer (Nossidium pilosellum) ist ein Käfer aus der Familie der Zwergkäfer (Ptiliidae). Die Art ist die einzige ihrer Gattung in Mitteleuropa. 

## Merkmale
Die Käfer erreichen eine Körperlänge von 1 bis 1,2 Millimetern. Ihr ovaler Körper ist glänzend braun oder rotbraun gefärbt. Der Kopf ist etwas dunkler, die Fühler, Beine und Palpen sind rötlichgelb. Der Kopf ist sehr spärlich, der Halsschild und die Deckflügel sehr stark, aber relativ weit auseinander liegend punktförmig strukturiert. Die Basis des Halsschildes ist fein linienförmig gerundet.

## Vorkommen und Lebensweise
Die Art ist im Norden von Südengland über Nord- und Zentralfrankreich, Mitteleuropa, Dänemark, Tschechien, Ungarn, Rumänien, Bulgarien, die Ukraine und Belarus bis nach Russland verbreitet. Im Süden findet man die Art in Spanien und Nord- und Mittelitalien sowie im Kaukasus. In Mitteleuropa ist die Art nicht selten. Die Tiere leben im Mulm hohler Baumstämme, an Pilzen, insbesondere Baumschwämmen und auch myrmekophil mit Lasius brunneus. 